# Jürgen Panis
Jürgen Panis (ur. 21 kwietnia 1975 w Wiener Neustadt) – piłkarz austriacki grający na pozycji defensywnego pomocnika. W swojej karierze rozegrał 5 meczów w reprezentacji Austrii.

## Kariera klubowa
Swoją karierę piłkarską Panis rozpoczął w Admirze Wacker Wiedeń. W 1993 roku awansował do kadry pierwszego zespołu Rapidu. W austriackiej Bundeslidze w barwach Admiry Wacker zadebiutował 31 lipca 1993 roku w przegranym 1:4 wyjazdowym meczu z Vorwärtsem Steyr. W sezonie 1993/1994 stał się podstawowym zawodnikiem Admiry Wacker, w której grał do końca sezonu 1996/1997.
W 1997 roku Panis przeszedł do LASK Linz. Zadebiutował w nim 8 lipca 1997 w przegranym 0:3 wyjazdowym meczu z Austrią Wiedeń. Zawodnikiem LASK był przez trzy sezony.
Latem 2000 Panis przeszedł do Tirolu Innsbruck i zadebiutował w nim 19 lipca 2000 w domowym spotkaniu z Grazerem AK (1:1). W sezonach 2000/2001 i 2001/2002 wywalczył z Tirolem dwa tytuły mistrza Austrii. Grał w nim przez dwa lata.
W 2002 roku Panis odszedł z Tirolu do Austrii Wiedeń. W Austrii swój debiut ligowy zaliczył 9 lipca 2002 w wygranym 2:0 domowym meczu z SV Ried. W sezonie 2002/2003 został z Austrią mistrzem kraju, a także zdobył Puchar Austrii.
W 2004 roku Panis został zawodnikiem grającego w Erste Liga, SC Untersiebenbrunn. W 2005 roku wrócił do Admiry Wacker, a w 2006 roku został zawodnikiem LASK Linz. W sezonie 2006/2007 wywalczył z nim awans z Erste Liga do Bundesligi. W 2010 roku odszedł z LASK do FC Pasching. W sezonie 2010/2011 grał też w SC Sollenau. Z kolei w 2011 roku został piłkarzem amatorskiego ASKÖ Pregarten.
| Sezon   | Klub                  | Kraj    | Rozgrywki    | Mecze | Bramki |
| ------- | --------------------- | ------- | ------------ | ----- | ------ |
| 1993/94 | Admira Wacker Wiedeń  | Austria | Bundesliga   | 19    | 3      |
| 1994/95 | Admira Wacker Wiedeń  | Austria | Bundesliga   | 35    | 4      |
| 1995/96 | Admira Wacker Wiedeń  | Austria | Bundesliga   | 18    | 10     |
| 1996/97 | Admira Wacker Wiedeń  | Austria | Bundesliga   | 30    | 2      |
| 1997/98 | LASK Linz             | Austria | Bundesliga   | 28    | 0      |
| 1998/99 | LASK Linz             | Austria | Bundesliga   | 19    | 1      |
| 1999/00 | LASK Linz             | Austria | Bundesliga   | 32    | 3      |
| 2000/01 | Tirol Innsbruck       | Austria | Bundesliga   | 21    | 2      |
| 2001/02 | Tirol Innsbruck       | Austria | Bundesliga   | 26    | 2      |
| 2002/03 | Austria Wiedeń        | Austria | Bundesliga   | 19    | 0      |
| 2003/04 | Austria Wiedeń        | Austria | Bundesliga   | 0     | 0      |
| 2004/05 | SC Untersiebenbrunn   | Austria | Erste Liga   | 33    | 2      |
| 2005/06 | Admira Wacker Mödling | Austria | Bundesliga   | 32    | 0      |
| 2006/07 | LASK Linz             | Austria | Erste Liga   | 28    | 1      |
| 2007/08 | LASK Linz             | Austria | Bundesliga   | 32    | 2      |
| 2008/09 | LASK Linz             | Austria | Bundesliga   | 14    | 0      |
| 2009/10 | LASK Linz             | Austria | Bundesliga   | 22    | 2      |
| 2010/11 | FC Pasching           | Austria | Regionalliga | 11    | 0      |
| 2010/11 | SC Sollenau           | Austria | Regionalliga | 4     | 0      |
| 2011/12 | ASKÖ Pregarten        | Austria | V. liga      | ?     | ?      |
| 2012/13 | ASKÖ Pregarten        | Austria | V. liga      | ?     | ?      |

## Kariera reprezentacyjna
W reprezentacji Austrii Panis zadebiutował 27 marca 2002 w wygranym 2:0 towarzyskim meczu ze Słowacją, rozegranym w Grazu. W kadrze narodowej rozegrał 5 spotkań, wszystkie w 2002 roku.